# Акрон (тауншип, округ Уилкин, Миннесота)
Акрон (англ. Akron) — тауншип в округе Уилкин, Миннесота, США. На 2000 год его население составило 153 человека.

## География
По данным Бюро переписи населения США площадь тауншипа составляет 91,9 км², из которых 91,8 км² занимает суша, а 0,1 км² — вода (0,08 %).

## Демография
По данным переписи населения 2000 года здесь находились 153 человека, 47 домохозяйств и 42 семьи. Плотность населения —  1,7 чел./км². На территории тауншипа расположено 53 постройки со средней плотностью 0,6 построек на один квадратный километр. Расовый состав населения: 98,04 % белых и 1,96 % приходится на две или более других рас.
Из 47 домохозяйств в 46,8 % воспитывались дети до 18 лет, в 87,2 % проживали супружеские пары, в 2,1 % проживали незамужние женщины и в 10,6 % домохозяйств проживали несемейные люди. 8,5 % домохозяйств состояли из одного человека, при том 4,3 % из — одиноких пожилых людей старше 65 лет. Средний размер домохозяйства — 3,26, а семьи — 3,48 человека.
33,3 % населения — младше 18 лет, 7,2 % — в возрасте от 18 до 24 лет, 20,9 % — от 25 до 44, 27,5 % — от 45 до 64, и 11,1 % — старше 65 лет. Средний возраст — 38 лет. На каждые 100 женщин приходилось 84,3 мужчин. На каждые 100 женщин старше 18 приходилось 100,0 мужчин.
Средний годовой доход домохозяйства составлял 43 125 долларов, а средний годовой доход семьи —  43 125 долларов. Средний доход мужчин —  28 750  долларов, в то время как у женщин — 10 000. Доход на душу населения составил 15 022 доллара. За чертой бедности находились 14,6  семей и 17,7 % всего населения тауншипа, из которых 19,6 % младше 18 лет.